# Социалдемократическа партия на Австрия
Социалдемократическата партия на Австрия (на немски: Sozialdemokratische Partei Österreichs) е австрийска лявоцентриска партия, една от най-старите в страната. Подкрепя социалната демокрация, демократичния социализъм и социалния корпоратизъм. Основана е през 1888 година. Има тесни връзки с австрийските синдикати и с Австрийската трудова камара.
През 2008 година за председател на партията е избран Вернер Файман. На изборите на 28 септември 2008 година за Национален съвет (долната камара на австрийския парламент) партията получава 29,3% от гласовете, които ѝ дават 57 депутатски места – повече от коя да е друга партия. Вследствие на това, Файман става канцлер на Австрия.

## Партийни лидери (от 1945 г.)
- Адолф Шерф (1945 – 1957)
- Бруно Питърман (1957 – 1967)
- Бруно Крайски (1967 – 1983)
- Фред Зиновац (1983 – 1988)
- Франц Враницки (1988 – 1997)
- Виктор Клима (1997 – 2000)
- Алфред Гузенбауер (2000 – 2008)
- Вернер Файман (2008 – 2016)
- Кристиан Керн[1] (2016 – понастоящем)